# Február 22.
Február 22. az év 53. napja a Gergely-naptár szerint. Az évből még 312 (szökőévekben 313) nap van hátra.
Névnapok: Gerzson + Gréte, Grétea, Kövecs, Lándor, Leander, Margit, Margita, Margitta, Margó, Pál, Palmer, Pável, Péter, Pető, Pósa, Túlia, Zétény

## Események

### Politikai események
- 1546 – A wittenbergi vártemplomban, közvetlenül a szószékkel szemben temetik el Luther Mártont.[1]
- 1618 – I. Musztafa helyett unokaöccsét, II. Oszmánt kiáltják ki az Oszmán Birodalom 16. szultánjának.
- 1848 – februári forradalom Párizsban.
- 1913 – Francisco Ignacio Madero mexikói államelnököt és helyettesét, José María Pino Suárezt kivégzik.
- 1938 – A magyar Koronatanács elfogadja a légierő fejlesztését szolgáló „Huba” tervet, amely egy repülőhadosztály felállítását tartalmazza.
- 2007 – Kormányválság tör ki Olaszországban. Távozni akar Romano Prodi olasz miniszterelnök, de a köztársasági elnök nem fogadja el lemondását.
- 2011 – Összeül az ENSZ Biztonsági Tanácsa,[2] és az Arab Liga, hogy megvitassa a líbiai helyzetet.[3]

### Tudományos és gazdasági események
- 1558 – Jéna egyetemének megnyitása.
- 1978 – A GPS rendszer első műholdjának fellövése.

### Sportesemények
- 2018 – A 2018. évi téli olimpiai játékokon a rövidpályás gyorskorcsolya férfi 5000 méteres versenyszámában olimpiai bajnok lett a Liu Shaoang, Liu Shaolin Sándor, Knoch Viktor, Burján Csaba összeállítású magyar váltó, megszerezve ezzel Magyarország első téli olimpiai aranyérmét.

### Egyéb események
- 1966 - 19 fokot mértek Budapesten. Nappali hőmérsékleti rekord.
- 1975 – Három halálos áldozatot követelő lövöldözés a gyékényesi állomáson.
- 2016 - 19,1 fokot mértek Budapesten, amellyel megdőlt a negyvenéves napi hőmérsékleti rekord.[4]

## Születések
- 1403 – VII. Károly francia király, „a Győzedelmes” († 1461)
- 1440 – V. László magyar király († 1457)
- 1535 – Bornemisza Péter magyar író, protestáns prédikátor († 1584)
- 1712 – Bod Péter, református lelkész, irodalomtörténész († 1769)
- 1732 – George Washington tábornok, az amerikai függetlenségi háború hőse, 1789–1797-ig az Egyesült Államok első elnöke († 1799)
- 1757 – Csekonics József tábornok, a Szent István-rend vitéze († 1824)
- 1767 – Antal János, az Erdélyi református egyházkerület püspöke († 1854)
- 1785 – Jean-Charles-Athanase Peltier francia fizikus, a Peltier-effektus felfedezője († 1845)
- 1788 – Arthur Schopenhauer német író, filozófus († 1860)
- 1796 – Balogh János alispán, országgyűlési követ († 1872)
- 1800 – Tessedik Ferenc ügyvéd, földrajzi utazó, író († 1844)
- 1857 – Heinrich Hertz német fizikus († 1894)
- 1857 – Robert Baden-Powell brit tábornok, a cserkészet megalapítója († 1941)
- 1861 – Ambrus Zoltán magyar író, kritikus, műfordító, az MTA levelező tagja († 1932)
- 1861 – Rados Gusztáv magyar matematikus, a Budapesti Műszaki Egyetem tanára, a Kőnig–Rados-tétel egyik névadója († 1942)
- 1870 – Albert Reiß német tenor († 1940)
- 1876 – Ita Wegman holland orvosnő, az antropozófiai gyógyászat megalapítója († 1943)
- 1880 – Riesz Frigyes magyar matematikus († 1956)
- 1900 – Luis Buñuel spanyol születésű mexikói filmrendező († 1983)
- 1901 – Orgonista Olga Európa-bajnok műkorcsolyázó († 1978)
- 1903 – Frank Plumpton Ramsey brit matematikus († 1930)
- 1903 – Rotschild Klára magyar divattervező, a Clara Rotschild ruhaszalon tulajdonosa († 1976)
- 1905 – Szinetár György József Attila-díjas magyar író, költő, újságíró, egyetemi tanár, filmrendező, dramaturg († 1974)
- 1918 – George Constantine amerikai autóversenyző († 1968)
- 1918 – Robert Pershing Wadlow (Alton, Illinois), minden idők legmagasabb embere (272 cm) († 1940)
- 1920 – Ray Knepper amerikai autóversenyző († 2000)
- 1921 – Giulietta Masina olasz színésznő, Federico Fellini filmrendező felesége († 1994)
- 1921 – Jean-Bédel Bokassa, a Közép-afrikai Köztársaság elnöke, majd császára († 1996)
- 1922 – Jesus Iglesias (Jesus Ricardo Iglesias) argentin autóversenyző († 2005)
- 1924 – Lussa Vince magyar fotográfus († 2006)
- 1926 – Kenneth Williams angol színész („Folytassa” sorozat) († 1988)
- 1929 – James Hong amerikai színész, rendező, filmproducer
- 1932 – Edward Kennedy amerikai politikus, szenátor, a Demokrata Párt egyik vezetője († 2009)
- 1936 – Bodor Ádám Kossuth-díjas erdélyi magyar író, a nemzet művésze
- 1938 – Tim Mayer (Timothy Mayer) amerikai autóversenyző († 1964)
- 1942 – Nagy Barna Gábor magyar manöken , modell, fotómodell
- 1944 – Jorge De Bagration (Prince Jorge de Bagration of Moukhrani) spanyol autóversenyző († 2008)
- 1947 – Maurizio de Angelis olasz zeneszerző
- 1949 – Niki Lauda (Andreas-Nikolaus Lauda) osztrák autóversenyző, a Formula–1 háromszoros világbajnoka (1975, 1977, 1984) († 2019)
- 1950 – Miou-Miou (sz. Sylvette Héry) francia színésznő
- 1950 – Julie Walters angol színésznő
- 1953 – Téri Sándor magyar színész
- 1956 – Leslie McKlasky magyar utcazenész
- 1957 – Rohonczi István magyar festőművész
- 1958 – Szerednyey Béla Jászai Mari-díjas magyar színművész, érdemes művész
- 1960 – Arnóth Sándor magyar politikus, Püspökladány polgármestere, volt országgyűlési képviselő († 2011)
- 1962 – Steve Irwin ausztrál természetfilmes († 2006)
- 1963 – Juhász Károly magyar színész
- 1966 – Lipics Zsolt Jászai Mari-díjas magyar színész
- 1968 – Jeri Ryan, amerikai színésznő
- 1974 – James Blunt brit énekes, dalszerző
- 1975 – Drew Barrymore, amerikai színésznő
- 1977 – Hakan Yakın svájci labdarúgó
- 1977 – Posta Victor magyar zenész, színész
- 1981 – Baranyi Olivér magyar rockzenész, műfordító
- 1982 – Fekete Dániel magyar jégkorongozó
- 1982 – Vadkerti Attila magyar kézilabdázó
- 1983 – Jászberényi Gábor magyar színész
- 1984 – Orth Péter magyar színész
- 1984 – Rodenbücher István magyar válogatott labdarúgó
- 1984 – Dimitrij Szavickij belorusz tornász[5]
- 1985 – Larissa Riquelme paraguayi modell és színésznő
- 1985 – Zach Roerig amerikai színész
- 1986 – Feczesin Róbert magyar labdarúgó
- 1987 – Sergio Romero argentin labdarúgó
- 1988 – Colton James amerikai színész
- 1988 – Ximena Navarrete mexikói modell, színésznő és a Miss Universe 2010 cím birtokosa

## Halálozások
- 1371 – II. Dávid skót király (* 1324)
- 1512 – Amerigo Vespucci itáliai utazó, felfedező, Amerika névadója (* 1454)
- 1589 – Dudith András a humanizmus fénykorának polihisztor tudósa, reneszánsz magyar irodalom alkotója, pécsi püspök és császári-királyi tanácsos (* 1533)
- 1718 – Gróf Heister Siegbert osztrák tábornagy, a II. Rákóczi Ferenc ellen harcoló császári haderő főparancsnoka (* 1646)
- 1796 – Ambrosi János evangélikus prédikátor (* 1734)
- 1852 – Cziráky Antal Mózes császári és királyi kamarás, országbíró, a Magyar Tudományos Akadémia alapító és igazgató tagja (* 1772)
- 1867 – Csuha Antal magyar katona, az 1848–49-es forradalom és szabadságharc honvéd tábornoka (* 1794)
- 1873 – Peter Dajnko, szlovén nyelvész, író, méhész (* 1787)
- 1875 – Charles Lyell angol geológus (* 1797)
- 1875 – Jean-Baptiste Camille Corot francia tájképfestő (* 1796)
- 1913 – Ferdinand de Saussure svájci nyelvész († 1857)
- 1913 – Francisco Ignacio Madero mexikói államelnök (* 1873)
- 1913 – Pino Suárez mexikói alelnök (* 1869)
- 1942 – Stefan Zweig osztrák költő, író (* 1881)
- 1945 – Schenk Jakab magyar ornitológus, természetvédő (* 1876)
- 1980 – Oskar Kokoschka osztrák festőművész (* 1886)
- 1983 – Olthy Magda magyar színésznő, Kossuth-díjas, érdemes és kiváló művész (* 1912)
- 1986 – Kovai Lőrinc magyar író, műfordító, újságíró, tanár (* 1912)
- 1987 – Andy Warhol amerikai képzőművész, író (* 1928)
- 1992 – Kumorovitz L. Bernát történész, levéltáros, az MTA tagja (* 1900)
- 2002 – Chuck Jones amerikai rajzfilmkészítő (* 1912)
- 2005 – Ökrös Zsuzsa magyar ruhatervező, divattervező és mintatervező (* 1931)
- 2007 – Lengyel Balázs magyar író (* 1918)
- 2014 – Csala Zsuzsa Jászai Mari-díjas magyar színésznő, érdemes művész (* 1933)
- 2018 – Lázár Bence magyar labdarúgó (* 1991)
- 2018 – Tahi Tóth László, Kossuth- és Jászai Mari-díjas magyar színművész (* 1944)
- 2023 – Dunai Tamás Jászai Mari-díjas magyar színművész (* 1949)

## Ünnepek, emléknapok, világnapok
- Szent Péter apostol székfoglalása, katolikus ünnep
- a cserkészet világnapja, a mozgalom alapítója, Robert Baden-Powell születésének évfordulóján
- a bűncselekmények áldozatainak napja. 1990. február 22-én tette közzé az Európai Tanács a bűncselekmények áldozatainak chartáját, és ez a nap azóta a kontinens számos országában az áldozatok napja. Magyarországon a Fehér Gyűrű Közhasznú Egyesület kezdeményezésére 1993 óta tartják.
- Az arab egység napja[6]